# بني مخلد

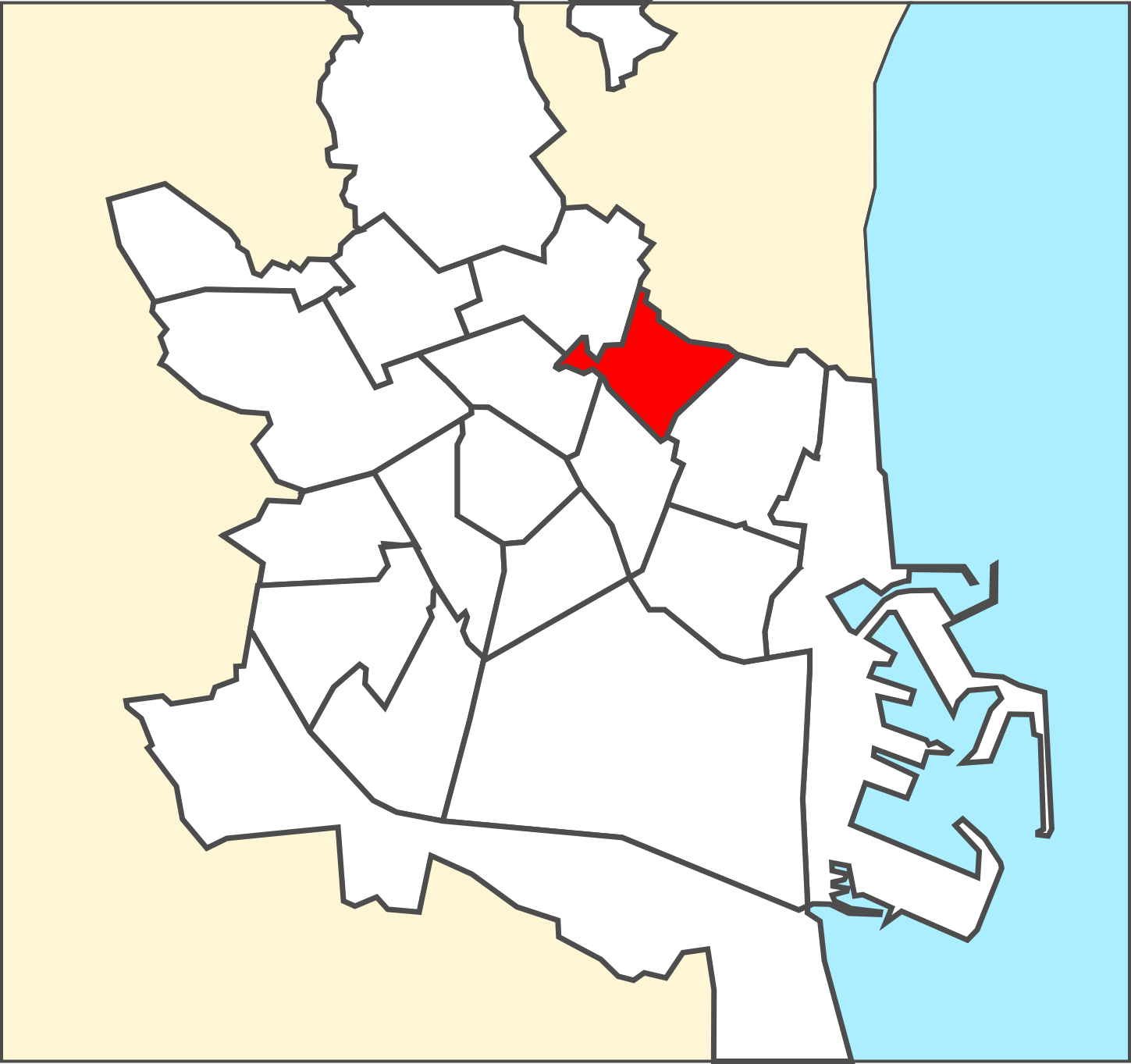
موقع بني مخلد في بلنسية

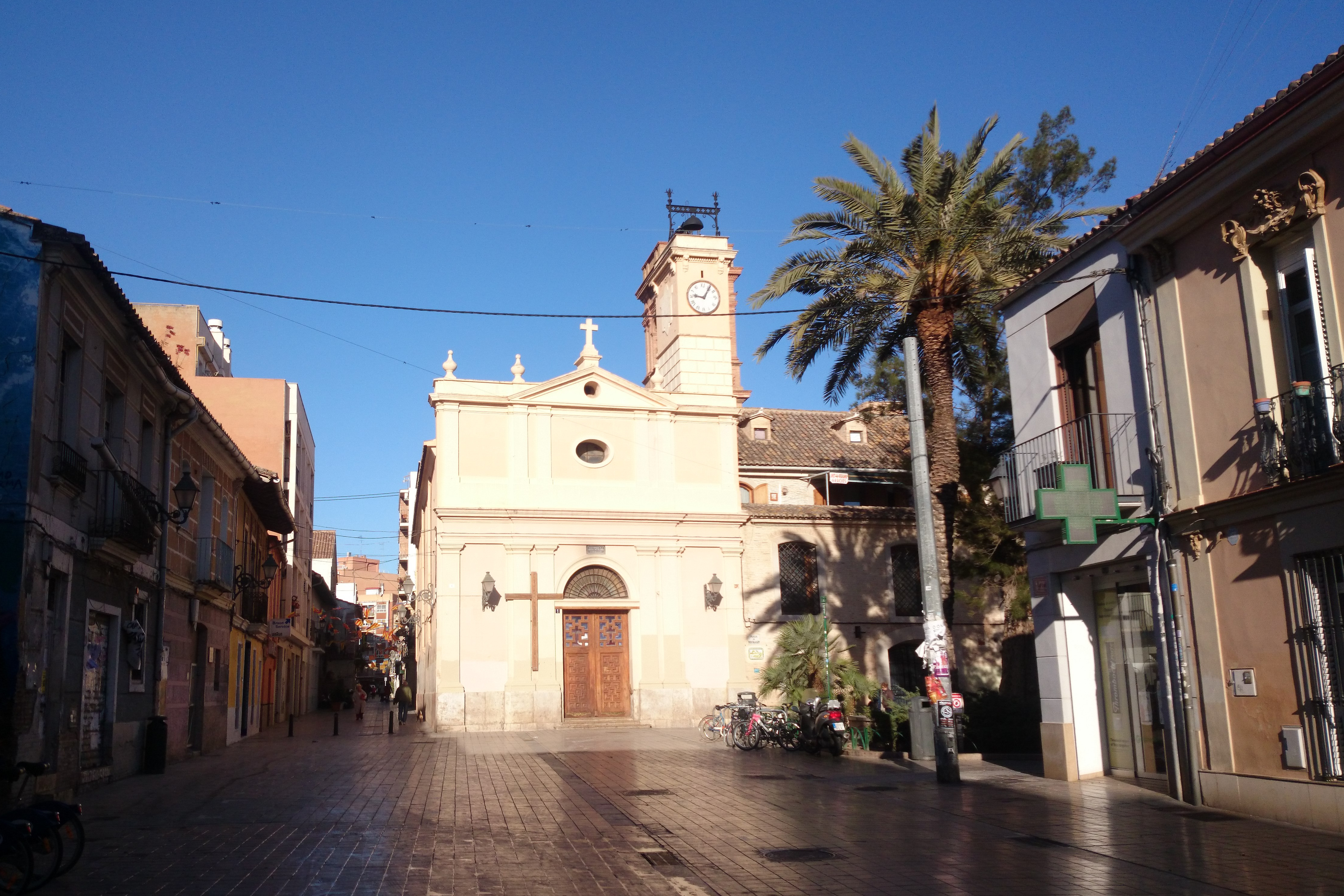

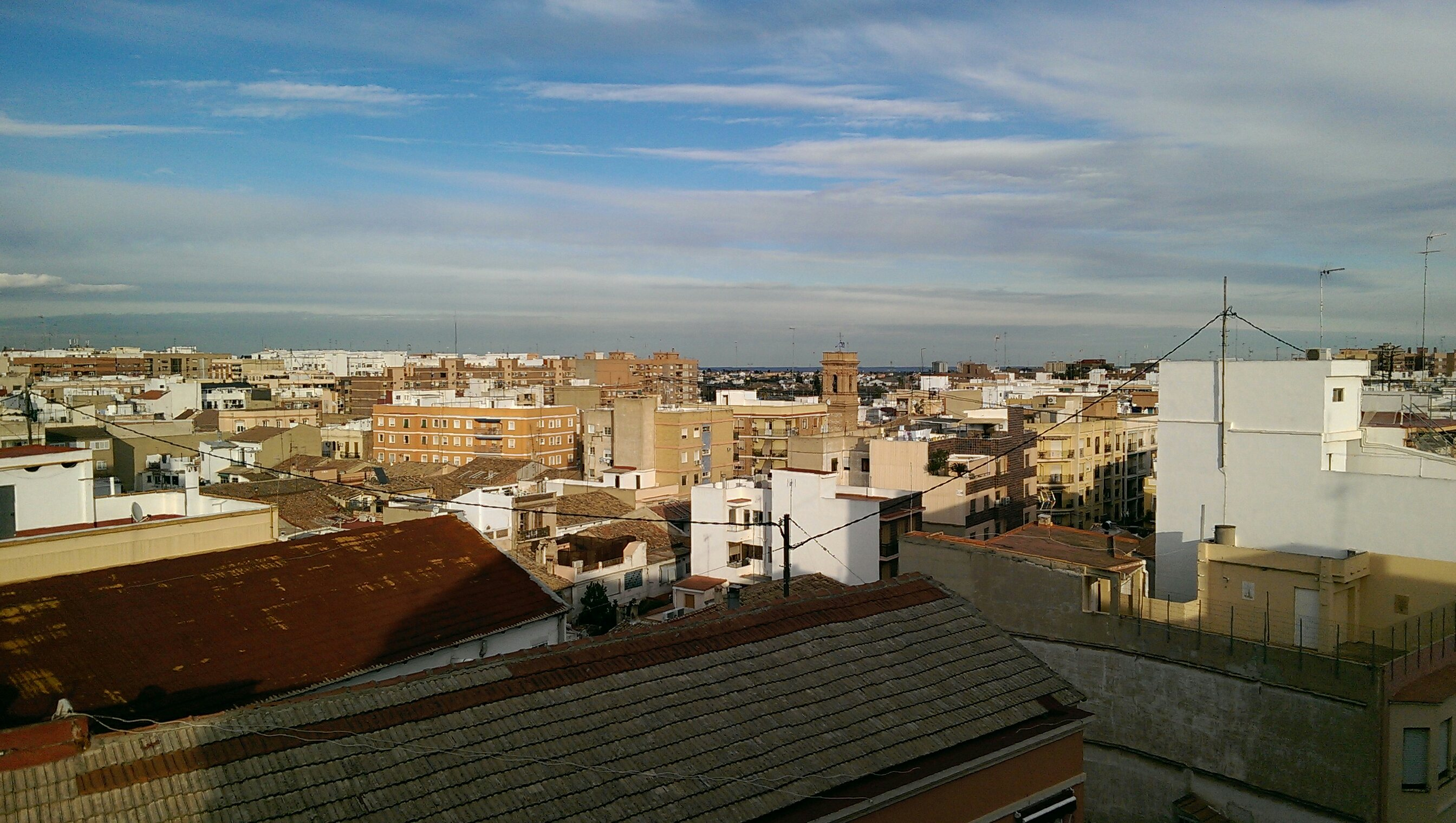
أفق بني مخلد

بني مَخْلَد هي قرية سابقة وهي الآن جزء من مدينة بلنسية. تقع في الشمال الشرقي من المدينة وتحدها مناطق أوريول في الغرب ، والبورايا في الشمال ، ومنطقة جامعة بلنسية في الشرق ومنطقة بريمات ريج في الجنوب.